# 3. Wahlkreis der Franzosen im Ausland
Der Dritte Wahlkreis der Franzosen im Ausland (französisch troisième circonscription des Français établis hors de France) ist einer von elf Wahlkreisen, die im Ausland lebende Franzosen vertreten. Er wurde 2010 durch die Neueinteilung der französischen Wahlkreise geschaffen und wählt seit 2012 einen Vertreter in die Nationalversammlung.
Er vertritt alle französischen Staatsbürger, die auf den Britischen Inseln (Vereinigtes Königreich, Irland und die Kronbesitzungen Isle of Man und Kanalinseln), in Nordeuropa und Osteuropa (Baltikum) leben. Im Jahr 2022 waren 168.869 französische Wähler registriert.

## Gebiet
Es umfasst alle französischen Staatsbürger, die in zehn nordeuropäischen Ländern leben, nämlich in Island, Norwegen, Dänemark (einschließlich der Färöer und Grönland), Schweden, Finnland (einschließlich Åland), Irland, dem Vereinigten Königreich, Estland, Lettland und Litauen. Am Neujahrstag 2011 waren 140.731 französische Wähler registriert. Die weitaus meisten von ihnen (113.655) lebten im Vereinigten Königreich, dem Land mit der drittgrößten Zahl an registrierten französischen Einwohnern weltweit. Im Gegensatz dazu waren es in Estland nur 146 und in Grönland nur einer.
Bei den französischen Parlamentswahlen 2012 wählte dieser Wahlkreis seinen ersten Vertreter.

## Abgeordnete
| Wahl | Abgeordneter | Abgeordneter                          | Partei                  |
| ---- | ------------ | ------------------------------------- | ----------------------- |
| 2012 |              | Axelle Lemaire                        | Parti socialiste        |
| 2012 |              | Christophe Premat (von 2014 bis 2017) | Parti socialiste        |
| 2012 |              | Axelle Lemaire                        | Parti socialiste        |
| 2017 |              | Alexandre Holroyd                     | La République en marche |
| 2022 |              | Alexandre Holroyd                     | La République en marche |
| 2024 |              | N/A                                   | N/A                     |

## Wahlergebnisse

### Parlamentswahl 2022
| Kandidaten               | Kandidaten               | Parteien                                                                         | 1. Wahlgang | 1. Wahlgang | 2. Wahlgang | 2. Wahlgang |
| Kandidaten               | Kandidaten               | Parteien                                                                         | Stimmen     | %           | Stimmen     | %           |
| ------------------------ | ------------------------ | -------------------------------------------------------------------------------- | ----------- | ----------- | ----------- | ----------- |
|                          | Alexandre Holroydgewählt | ENS – Ensemble ! (La République en marche)                                       | 16.238      | 38,5        | 24.749      | 55,8        |
|                          | Charlotte Minvielle      | NUP – Nouvelle union populaire écologique et sociale (Europe Écologie Les Verts) | 13.265      | 31,5        | 19.601      | 44,2        |
|                          | Laurence Helaili-Chapuis | DVC – Unabh.                                                                     | 3.623       | 8,6         |             |             |
|                          | Artus Galiay             | LR – Les Républicains                                                            | 2.302       | 5,5         |             |             |
|                          | Assamahou Lamarre        | DIV – Unabh.                                                                     | 1.998       | 4,7         |             |             |
|                          | Margaux Darrieus         | REC – Reconquête                                                                 | 1.474       | 3,5         |             |             |
|                          | Valérie Romboni          | DVG – Unabh.                                                                     | 1.095       | 2,6         |             |             |
|                          | Willy Begon              | RN – Rassemblement National                                                      | 698         | 1,7         |             |             |
|                          | Aude Cazein              | DIV – Volt                                                                       | 689         | 1,6         |             |             |
|                          | Thomas Lepeltier         | ECO – Unabh.                                                                     | 584         | 1,4         |             |             |
|                          | Coralie Bailly           | RDG – Parti radical de gauche                                                    | 195         | 0,5         |             |             |
| Gesamt                   | Gesamt                   | Gesamt                                                                           | 42.161      | 100         | 44.350      | 100         |
|                          |                          |                                                                                  |             |             |             |             |
| Leere Stimmzettel        | Leere Stimmzettel        | Leere Stimmzettel                                                                | 319         | 0,8         | 1.170       | 2,6         |
| Ungültige Stimmzettel    | Ungültige Stimmzettel    | Ungültige Stimmzettel                                                            | 30          | 0,1         | 43          | 0,1         |
| Wähler                   | Wähler                   | Wähler                                                                           | 42.510      | 28,6        | 45.563      | 30,6        |
| Wahlberechtigte          | Wahlberechtigte          | Wahlberechtigte                                                                  | 148.639     |             | 148.662     |             |
|                          |                          |                                                                                  |             |             |             |             |
| Quelle: Innenministerium |                          |                                                                                  |             |             |             |             |

### Parlamentswahl 2024
| Kandidaten               | Kandidaten            | Parteien                                        | 1. Wahlgang | 1. Wahlgang | 2. Wahlgang | 2. Wahlgang |
| Kandidaten               | Kandidaten            | Parteien                                        | Stimmen     | %           | Stimmen     | %           |
| ------------------------ | --------------------- | ----------------------------------------------- | ----------- | ----------- | ----------- | ----------- |
|                          | Vincent Cauregewählt  | ENS – Ensemble pour la République (Renaissance) | 26.810      | 39,1        | 38.134      | 50,5        |
|                          | Charlotte Minvielle   | UG – Nouveau Front populaire (Les Écologistes)  | 26.873      | 39,2        | 37.326      | 49,5        |
|                          | Sophie Charbonnet     | RN – Rassemblement National                     | 4.504       | 6,6         |             |             |
|                          | Balthazar Roger       | LR – Les Républicains                           | 3.442       | 5,0         |             |             |
|                          | Assamahou Lamarre     | DIV – Europe Égalité Écologie !                 | 3.365       | 4,9         |             |             |
|                          | Joel Heslaut          | DVC – Unabh.                                    | 1.251       | 1,8         |             |             |
|                          | Anthony Coutret       | REC – Reconquête                                | 752         | 1,1         |             |             |
|                          | Tanguy Pinoma-Danzé   | DVG – Volt                                      | 701         | 1,0         |             |             |
|                          | Emmanuel Constantin   | ECO – Équinoxe                                  | 355         | 0,5         |             |             |
|                          | Tim Craye             | DVD – Unabh.                                    | 236         | 0,3         |             |             |
|                          | Yvan Bachaud          | DIV – Unabh.                                    | 226         | 0,3         |             |             |
| Gesamt                   | Gesamt                | Gesamt                                          | 68.515      | 100         | 75.460      | 100         |
|                          |                       |                                                 |             |             |             |             |
| Leere Stimmzettel        | Leere Stimmzettel     | Leere Stimmzettel                               | 829         | 1,2         | 2.707       | 3,5         |
| Ungültige Stimmzettel    | Ungültige Stimmzettel | Ungültige Stimmzettel                           | 112         | 0,2         | 71          | 0,1         |
| Wähler                   | Wähler                | Wähler                                          | 69.456      | 43,2        | 78.238      | 48,7        |
| Wahlberechtigte          | Wahlberechtigte       | Wahlberechtigte                                 | 160.634     |             | 160.627     |             |
|                          |                       |                                                 |             |             |             |             |
| Quelle: Innenministerium |                       |                                                 |             |             |             |             |